# 탕나 (배우)
탕나(唐納, 당납, 본명(本名)은 마지량(馬驥良), 1914년 5월 7일 ~ 1988년 8월 23일)는 중화민국·중화인민공화국·타이완의 연극배우이며 사회운동가 활동을 하다가 중국 공산당을 탈당한 이후에 중화인민공화국을 떠난 뒤 프랑스를 거쳐 타이완에 건너가 중국 국민당에 입당한 이례성 전력이 있는 중국 국민당 소속 정치인이다. 호(號)는 산난(山南, 산남).

## 소속
- 前 중국국민당 군사정훈교육위원
- 前 중화민국 타이완 타이베이 단장 대학교 연극학과 겸임교수

## 일생

### 생애와 이력
중화민국 허베이성 톈진에서 출생하였고 중화민국 장쑤성 쑤저우에서 성장하였으며 1934년 연극배우 첫 데뷔에 이어 이듬해 1935년 연극연출가 데뷔한 그는 한때 1936년 당시 연극배우였던 란핑 前 중국공산당 중앙문화혁명소조 제1조장과 결혼하였다가 이듬해 1937년에 성격 차이로 인하여 이혼하였으며 란과의 사이에 슬하 자녀는 없었는데 그는 이후로도 재혼하지 않은 채 독신이다시피 연극배우 활동하며 일생을 보내었고 1946년부터 이듬해 1947년까지 중화민국 산둥성 칭다오 대학교 극문학과 전임강사 직위를 역임하였으며 1949년 10월 1일을 기하여 중화인민공화국 정부 수립이 된 이듬해 1950년 1월에 중국공산당 상임대표위원 직위를 사직과 동시에 중국공산당을 탈당하여 2개월 후 1950년 3월에 그는 프랑스 파리에 건너갔다가 1957년에 중화민국 타이완 타이베이로 건너가 중화인민공화국 국적을 포기하고 자유중화민국 타이완 국적을 취득하여 이후 타이완 연극배우로 활동하는 한편 1958년 중국국민당에 전격 입당하여 같은 해 1958년부터 1977년까지 중국국민당 군사정훈교육위원 직위를 역임하였고 그 와중에 1964년부터 1971년까지는 중화민국 타이완 타이베이 단장 대학교 연극학과 겸임교수 직위를 역임하였으며 이후 1977년 프랑스 파리에 다시 건너가 연극 교육가 활동을 하였다.

### 사망
그는 1988년 8월 23일, 프랑스 파리에서 거주를 하던 중에 폐암으로 인하여 향년 84세로 별세하였다.

## 출연작

### 연극
- 《요재지이(聊齋志異)》
- 《수호전지(水滸傳誌)》
- 《삼국지통속연의전(三國志通俗演義傳)》
- 《한단기(邯鄲記)》
- 《수당연의전(隋唐演義傳)》
- 《금병매사화전(金甁梅詞話傳)》
- 《손오공여서유기(孫悟空輿西遊記)》
- 《아큐정전(阿Q正傳)》
- 《오월전쟁(吳越戰爭)》
- 《초한지연의전(楚漢志演義傳)》

## 같이 보기
- 마오쩌둥
- 장칭
- 선쥔루
- 자오단
- 정쥔리
- 린웨이
- 장이